# Pseudohoplitis vernalis
Pseudohoplitis vernalis är en fjärilsart som beskrevs av M.Gaede 1930. Pseudohoplitis vernalis ingår i släktet Pseudohoplitis och familjen tandspinnare. Inga underarter finns listade.